# Thomas Poulsen
Thomas Poulsen, född den 16 februari 1970 i Hørsholm i Danmark, är en dansk roddare.
Han tog OS-guld i lättvikts-fyra utan styrman i samband med de olympiska roddtävlingarna 1996 i Atlanta.